# Международная финансовая организация

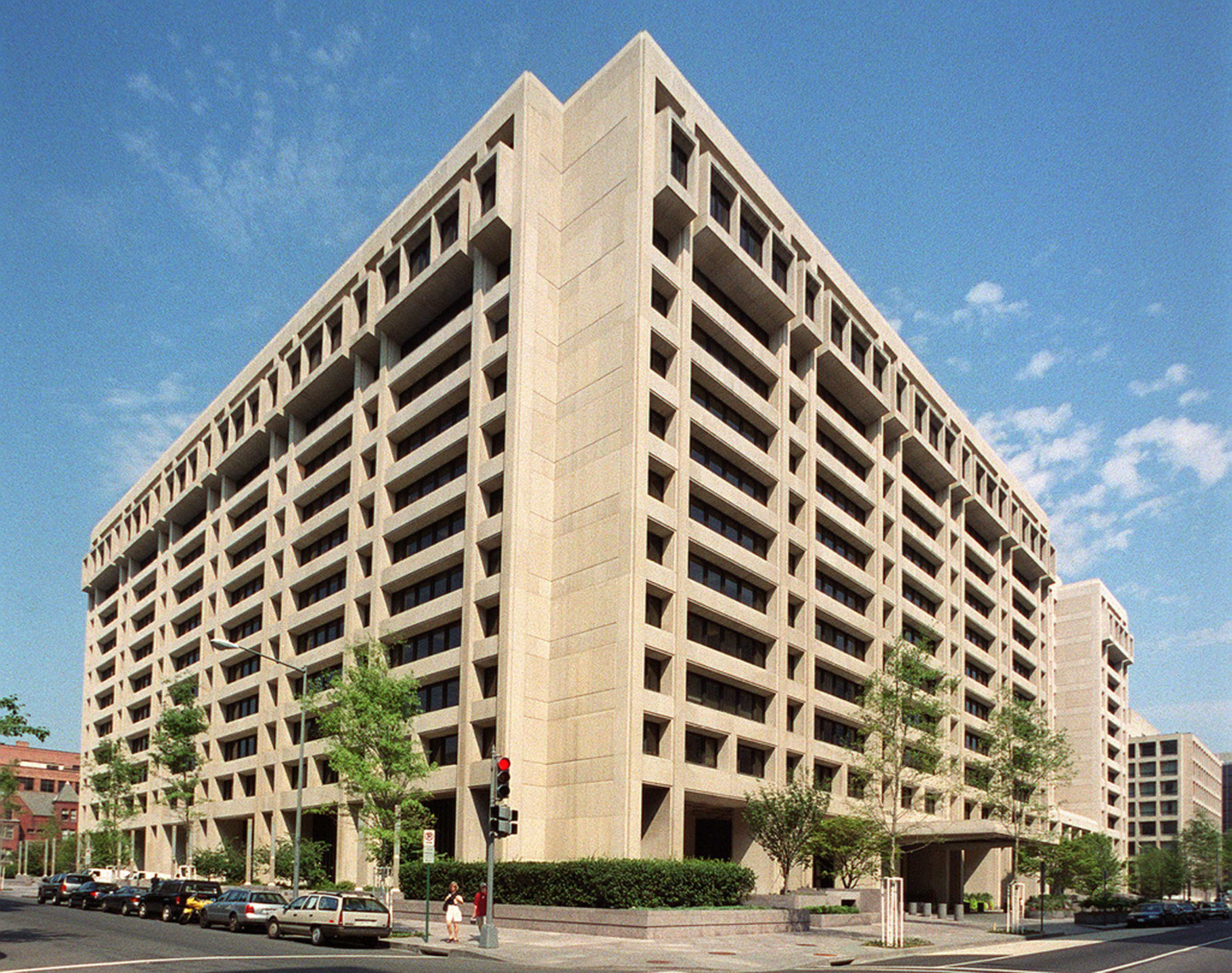
Главное здание МВФ в Вашингтоне

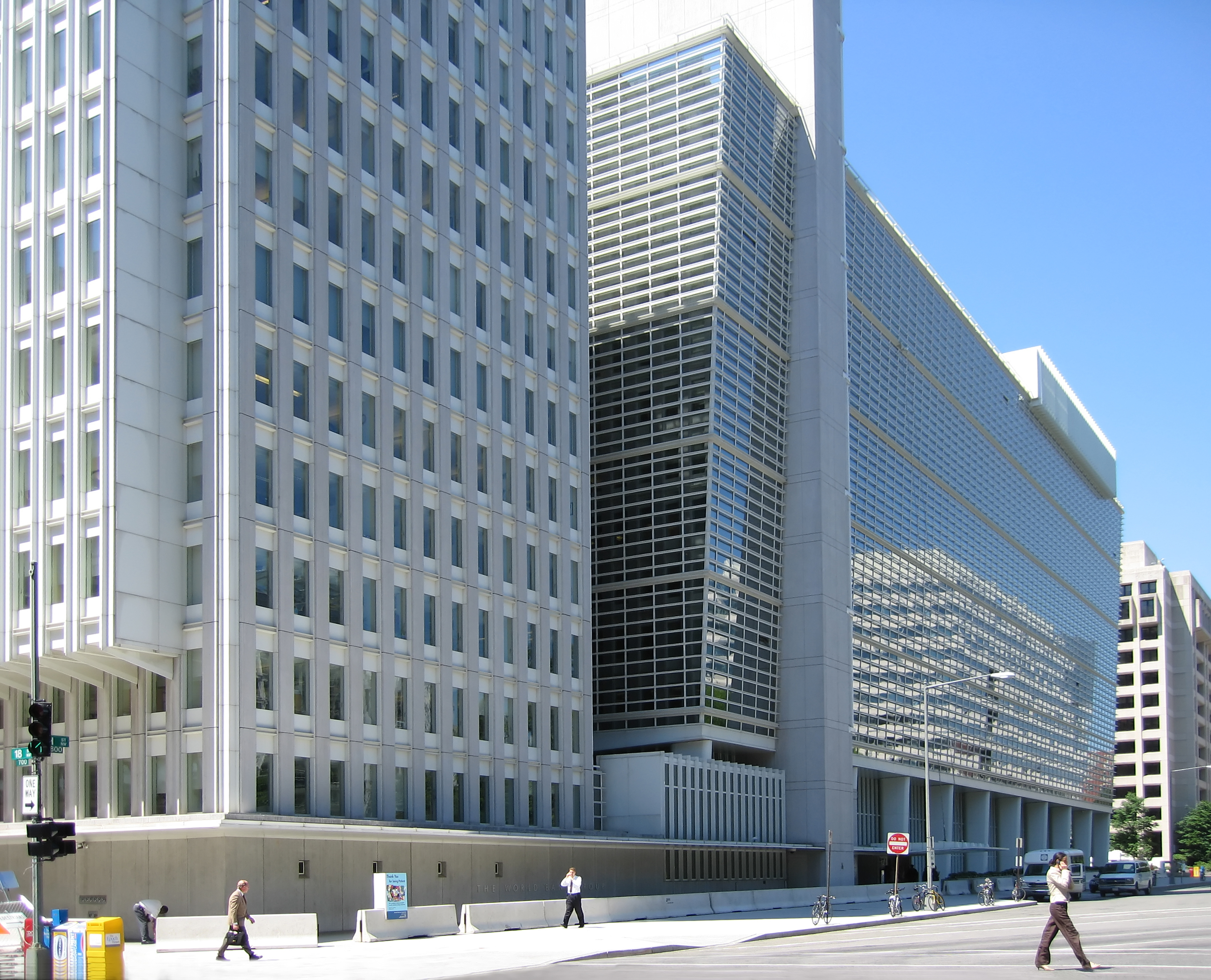
Штаб-квартира Всемирного банка в Вашингтоне

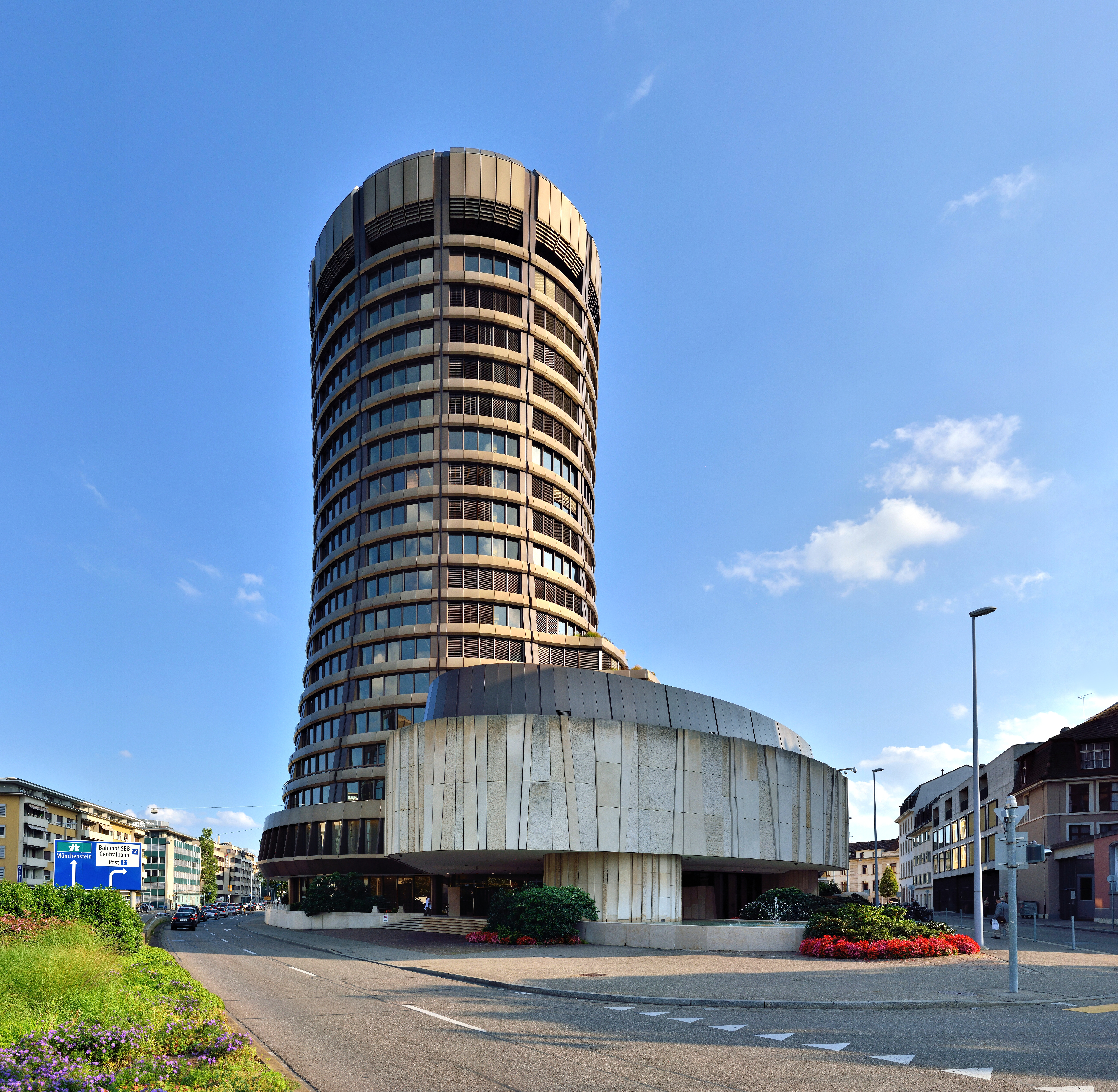
Штаб-квартира Банка международных расчётов в Базеле, Швейцария

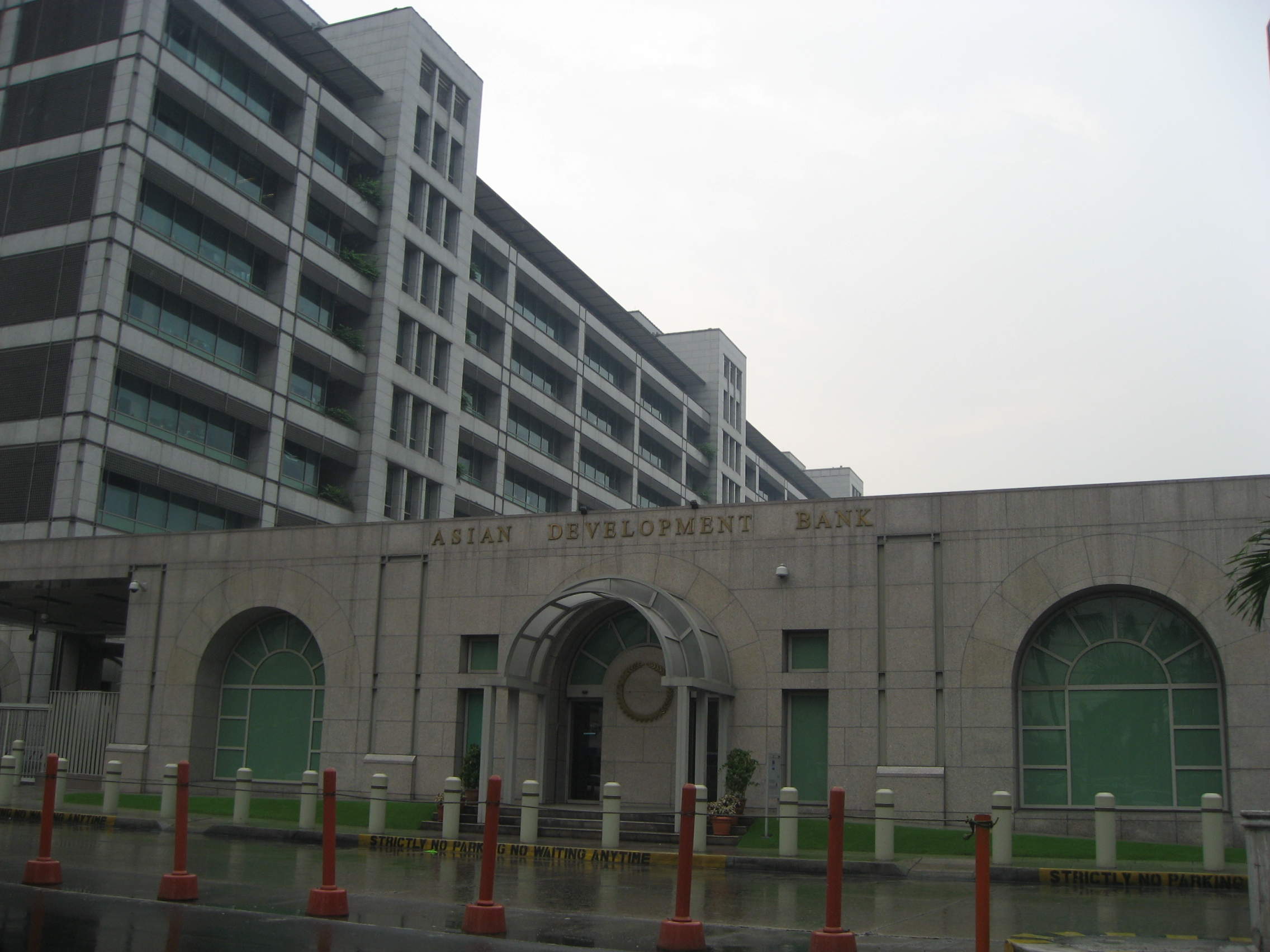
Азиатский банк развития в Маниле, Филиппины

Международная финансовая организация — организация, создаваемая на основе межгосударственных (международных) соглашений в сфере международных финансов. Участниками соглашений могут выступать государства и негосударственные институты.

## Цели и задачи создания международных финансовых организаций
Идея создания межгосударственных организаций, регулирующих основные формы международных экономических отношений, возникла под влиянием мирового экономического кризиса в 1929—1933 гг. Международные финансовые организации создаются путём объединения финансовых ресурсов странами-участниками для решения определенных задач в области развития мировой экономики и международных экономических отношений.
Целями международной финансовой организации могут быть развитие сотрудничества, обеспечение целостности, стабилизация сложных ситуаций, сглаживание противоречий всемирного хозяйства.
Поле деятельности международных валютных и кредитно-финансовых организаций:
- анализ ситуации, тенденций и факторов развития мировой экономики;
- операции на мировом валютном и фондовом рынке с целью регулирования мировой экономики, поддержания и стимулирования международной торговли;
- инвестиционная деятельность (кредитование в области международных и внутренних национальных проектов);
- кредитование государственных проектов;
- финансирование программ международной помощи;
- финансирование научных исследований;
- благотворительная деятельность.

## Примеры международных финансовых организаций
1. Всемирный банк
2. Международный банк реконструкции и развития — основная организация, входящая в Группу Всемирного банка
3. Международный валютный фонд
4. Международная финансовая корпорация — член группы Всемирного банка
5. Международная ассоциация развития (МАР)- член группы Всемирного банка
6. Многостороннее агентство по гарантированию инвестиций (МАГИ) -член группы Всемирного банка
7. Банк международных расчётов
8. Международный банк экономического сотрудничества
9. Европейский банк реконструкции и развития
10. Европейский инвестиционный банк
11. Европейский центральный банк
12. Азиатский банк инфраструктурных инвестиций
13. Азиатский банк развития
14. Африканский банк развития
15. Арабский валютный фонд
16. Исламский банк развития
17. Межамериканский банк
18. Черноморский банк торговли и развития
19. Евразийский банк развития
20. Базельский комитет по банковскому надзору
21. Международная ассоциация по страхованию кредитов и поручительству
22. Новый банк развития